# 더 링

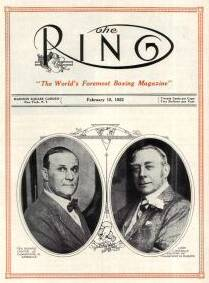

더 링(The Ring)은 미국에서 1922년 창간된 권투 잡지이다. 2011년까지 펜실베이니아주 블루벨에 본사가 있었으며, 이후 캘리포니아주 로스앤젤레스로 이전하였다. 매월 권투 선수 순위를 선정하고있다. 권투계에서 가장 역사와 권위있는 잡지로, "권투의 성경" (The Bible of Boxing)이라고도 한다. 한때 프로레슬링 관련 기사가 조심스레 게재되기도 했다.